# Rhytiphora rubeta
Rhytiphora rubeta är en skalbaggsart som beskrevs av Francis Polkinghorne Pascoe 1863. Rhytiphora rubeta ingår i släktet Rhytiphora och familjen långhorningar. Inga underarter finns listade i Catalogue of Life.